# Girolamo Lucich
Girolamo Lucich, (anche Gerolamo Lucich, in croato Jeronim Lučić Bogoslavić) (Vareš, 1575 – Kraljeva Sutjeska, 2 gennaio 1648), è stato un vescovo cattolico croato.

## Biografia
Nato a Vareš in una famiglia croata, nella Bosnia centrale, entrò nell'Ordine francescano, e completò i suoi studi filosofici e teologici in Italia. Amministratore apostolico della Bosnia e della Slavonia, fu nominato vescovo di Drivasto il 3 marzo 1636. Morì nel monastero francescano di Kraljeva Sutjeska, nell'odierna Bosnia, il 2 gennaio 1648 (o il 15 gennaio 1643 ).

## Genealogia episcopale
La genealogia episcopale è:
- Vescovo Giacomo Fagagna, O.S.H.
- Vescovo Girolamo Lucich, O.F.M.